# Celso Loureiro Chaves
Celso Giannetti Loureiro Chaves (Porto Alegre, 14 de setembro de 1950) é um compositor, pianista e professor brasileiro.

## Biografia
Seu interesse pela música vem desde a infância, e com seis anos pediu aos pais que lhe ensinassem piano. Seguiu os estudos de música junto com a educação geral, ingressou na faculdade de Arquitetura e logo depois na de Música, na área de Composição. No Instituto de Artes da UFRGS encontrou aquele professor que seria uma grande influência em sua carreira como compositor, Armando Albuquerque, além de contatar com outros artistas importantes, como Jean Jacques Pagnot e Zuleika Rosa Guedes, sua mestra em piano.
Formou-se em ambos os cursos mas logo seguiu uma carreira oficial no governo do estado, trabalhando no Departamento de Assuntos Culturais da Secretaria Estadual de Educação, ao mesmo tempo que atuava como programador de música erudita na Rádio Gaúcha Zero Hora FM, atual Atlântida FM, chegando à sua Direção. Apresentou o programa Transasom na RBS TV, e permaneceu nestas atividades até a década de 1980, mas desde 1977 já era professor na escola que o formara.
Em 1985 foi doutorar-se na Universidade de Illinois, voltando ao sul em 1989. Atualmente é o titular de História da Música e de Composição no Departamento de Música da Instituto de Artes. Como intérprete de piano é uma presença respeitada no circuito musical erudito da capital. Em 1994 gravou o CD Uma Ideia de Café, com a obra para piano de Armando Albuquerque, o qual foi lançado posteriormente em 2001. Seu livro Memórias do Pierrô Lunar foi lançado pela L&PM em 2006.
Seu segundo CD, o primeiro com composições de sua autoria, Balada para o avião que deixa um rastro de fumaça no céu foi lançado em 2013 no Salão de Atos da UFRGS, em Porto Alegre, com participação da pianista Luciane Cardassi e da Orquestra de Câmara do Theatro São Pedro, sob a regência de Antônio Carlos Borges Cunha. Por esse CD, Celso recebeu em 2014 o Prêmio Açorianos de Melhor Compositor Erudito.

## Obras
- Balada para o avião que deixa um rastro de fumaça no céu.
- Discurso sobre árvores.
- Cinco cadências para contrabaixo e orquestra
- A estética do frio, para orquestra de cordas, dedicada a Vítor Ramil.
- A estética do frio II para piano, clarinete e cordas.
- Trilha sonora para o filme Me Beija, de Werner Schünemann.
- Trilha sonora para o filme Anahy de las Misiones, de Sérgio Silva.

### Discografia
- Celso Loureiro Chaves. Uma Ideia de Café, 2001.
- Celso Loureiro Chaves. Balada para o avião que deixa um rastro de fumaça no céu, 2013.

### Participações em discos
- Paulo Inda.I, Fumproarte, 2006.
- Luciane Cardassi. Prelúdios em Porto Alegre, Fumproarte, 1998.
- Armando Albuquerque. Mosso, RBS/Som Livre Discos, 1985. Produtor[5]

## Prêmios e indicações

### Prêmio Açorianos
| Ano  | Categoria          | Indicação                                                                      | Resultado |
| ---- | ------------------ | ------------------------------------------------------------------------------ | --------- |
| 2001 | Disco Erudito      | Uma Ideia de Café                                                              | Venceu    |
| 2013 | Compositor Erudito | Celso Loureiro Chaves                                                          | Venceu    |
| 2013 | Álbum Erudito      | Balada Para o Avião que Deixa um Rastro de Fumaça no Céu / Estética do Frio II | Indicado  |